# La mia spia di mezzanotte
La mia spia di mezzanotte è un film commedia americano del 1966 diretto da Frank Tashlin, interpretato da Doris Day e Rod Taylor.

## Trama
Jennifer Nelson incontra casualmente Bruce Templeton all'isola di Catalina. La ragazza non sa che l'uomo è in realtà il capo dell'azienda di ricerche spaziali, dove lei stessa è impiegata per gestire le visite dei turisti.
Quando Templeton incontra la ragazza nella sua azienda decide di conquistarla e inizia un'opera di avvicinamento. Incarica Jennifer di seguirlo passo passo con lo scopo di prendere appunti per scrivere la sua biografia, ma in realtà è per riuscire a stare sempre con la ragazza, pur portando avanti l'importantissimo progetto spaziale che l'azienda sta ultimando per conto del governo statunitense. Questo progetto è sotto mira dello spionaggio russo e, in questa atmosfera di spie e di equivoci ad ogni angolo, viene coinvolta e sospettata anche Jennifer. Dopo una serie di esilaranti gag tutto finirà bene.